# 日本海翡翠線
日本海翡翠線（日语：／ Nihonkai Hisui Line */?）是一條連結新潟縣糸魚川市的市振站至同縣上越市的直江津站，屬於越後心動鐵道的鐵路線。

## 路線資料
- 管轄、路線距離（營業距離）：
  - 越後心動鐵道（第一種鐵道事業者）：
    - 市振－直江津間 59.3公里
距離標採用移管前的北陸本線（米原起計）為準，線內各平交道記載的距離數也是米原起計算。
資產上的管理路段是富山縣境－直江津間的60.3公里。

  - 日本貨物鐵道（第二種鐵道事業者）：
    - 市振－直江津間 59.3公里
- 軌距：1067毫米（窄軌）
- 站數：12個（包括起終點站）
- 複線路段：全線
- 電氣化路段：全線
  - 市振站－糸魚川站間 交流電20,000V、60Hz
  - 糸魚川站－直江津站間 直流電1500V
    - 中性區：糸魚川站－梶屋敷站間…車上切替式
- 閉塞方式：複線自動閉塞式
- 保安裝置：ATS-SW、Ps（只限直江津站構內）
- 最高速度：110公里/小時
- 運轉指令所：（上越市內）[2]
  - 開業至2017年4月6日時與愛之風富山鐵道委托金澤綜合指令所（JR西日本）進行。

## 營運模式

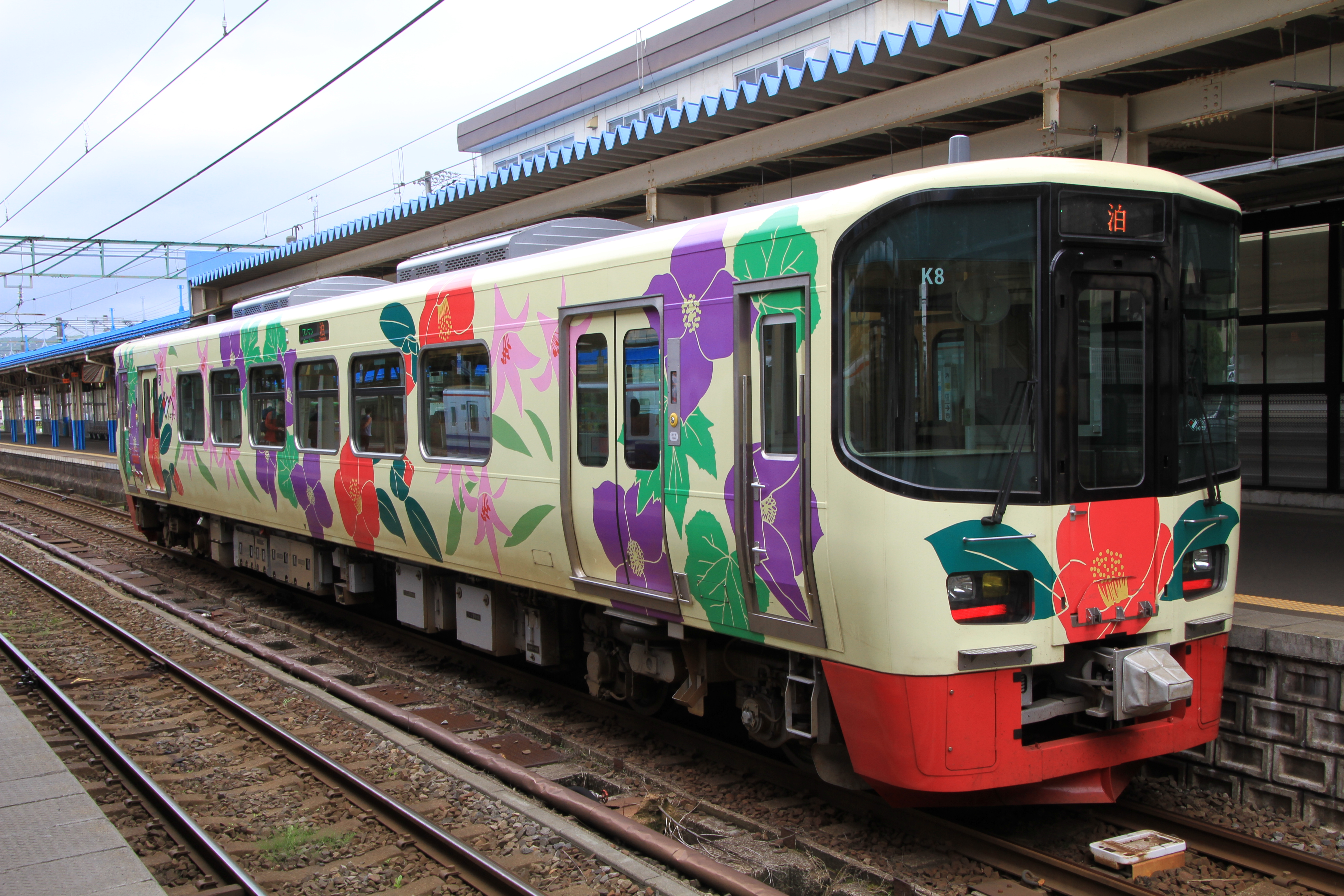
塗上彩繪的越後心動鐵道ET122系電車（第8號車），攝於直江津站（2015年5月）。

由於越後心動鐵道現時營運兩條路線：本線及妙高躍馬線，兩線均以直江津站為總站，所以在班次編排上，亦以兩線能在合理時間內換乘為首要考慮；另外糸魚川站因是北陸新幹線的轉乘站，班次安排上亦作為次要考慮因素。除了少數班次外，大部份列車皆會於系魚川站作運轉停留。
所有行走全線的班次，均能直通至愛之風富山鐵道線的泊站，再轉至富山或金澤方向。在JR西日本營運路段的時期，部份車站為特急「白鷹」及「北越」的停車站，但當轉手至越後心動鐵道後，所有特急列車也被廢除，只餘下普通列車及個別快速列車運行，同時原來大部份由直江津站開出的普通列車，可以直達至富山或金澤的安排也取消，改在泊站進行轉乘。由於沿線大部份路段均為客量低迷的區域，超過一半車站的一天乘降客量只有數十至一百多人，這都是導致班次相對較為疏落。根據2020的時間表，每天的班次數目如下：
| 班次比較 | 班次比較 | 班次比較          | 班次比較         | 班次比較   |
| 年度     | 方向     | 泊～直江津        | 糸魚川～直江津   | 泊～糸魚川 |
| -------- | -------- | ----------------- | ---------------- | ---------- |
| 2020年   | 上行     | 15班              | 4班              | 4班        |
| 2015年   | 上行     | 14班（1班為快速） | 4班（1班為快速） | 4班        |
| 2020年   | 下行     | 15班              | 4班              | 4班        |
| 2015年   | 下行     | 16班（1班為快速） | 4班（1班為快速） | 3班        |

班次數量上與JR西日本的最後營運時期相約。
一般時段下，上、下行為60至90分鐘一班；繁忙時段則為25-40分鐘一班，班次上暫時與JR西日本時期相約。不過，為了減輕營運成本，列車編成上，則由JR西日本時代的3輛（個別為6輛），改為只採用1輛編成列車，並實行單人駕駛模式及於車內繳付車費制度，只有繁忙時段才增併車廂，以2輛編成運行（但仍為單人駕駛模式）。另外，全線雖架設了電網，但因同時存在交流電與直流電兩種區間，如使用交直流兩用電動列車的話，購車及養護成本昂貴，因此以成本較低的氣動車運行。只有與愛之風富山鐵道線的直通運行列車，才會使用電動列車，不過派車全來自愛之風富山鐵道，亦只有這些列車在本線道內有車掌，且以糸魚川站為止。
2017年，開線時唯一的快速列車也被取消，而2018年起，則首度安排早上一班列車在到達直江津後，直通至妙高躍馬線的新井站，至於每日2班來回由糸魚川站開出，直通愛之風富山鐵道線泊站以西的班次則一直維持至今。
承繼JR西日本時期的制度，開線時已設有站員（包括業務委託站）的車站共有6個：泊站、青海站、糸魚川站、能生站、筒石站及直江津站，然而因節省成本，2019年3月起，青海站和筒石站改為無人站。當中筒石站只會在「雪月花」豪華列車到達時，才會安排職員及地區人士在場作協助，而青海站和本身早已無人化的名立站，也設置了自動售票機或簡易式自動售票機；至於其他的無人站，因未有設置簡易自動售票機，故必須在列車上購票、付款及進行精算。
至於JR貨物，現於青海站設有線外貨運站，隸屬關西支社，平日並沒有貨運列車到達，而是採用貨櫃車將貨櫃運送至富山貨物站，再利用貨運列車送至其他地方，每天2班。除此以外，由於原來的北陸本線早於1969年時已是全複線路段，因此成為了貨運鐵路運輸的其中一條主要通道，現時仍有大量的貨運列車通過此段鐵路，並採用交直流兩用的電力機車牽引。

## 歷史

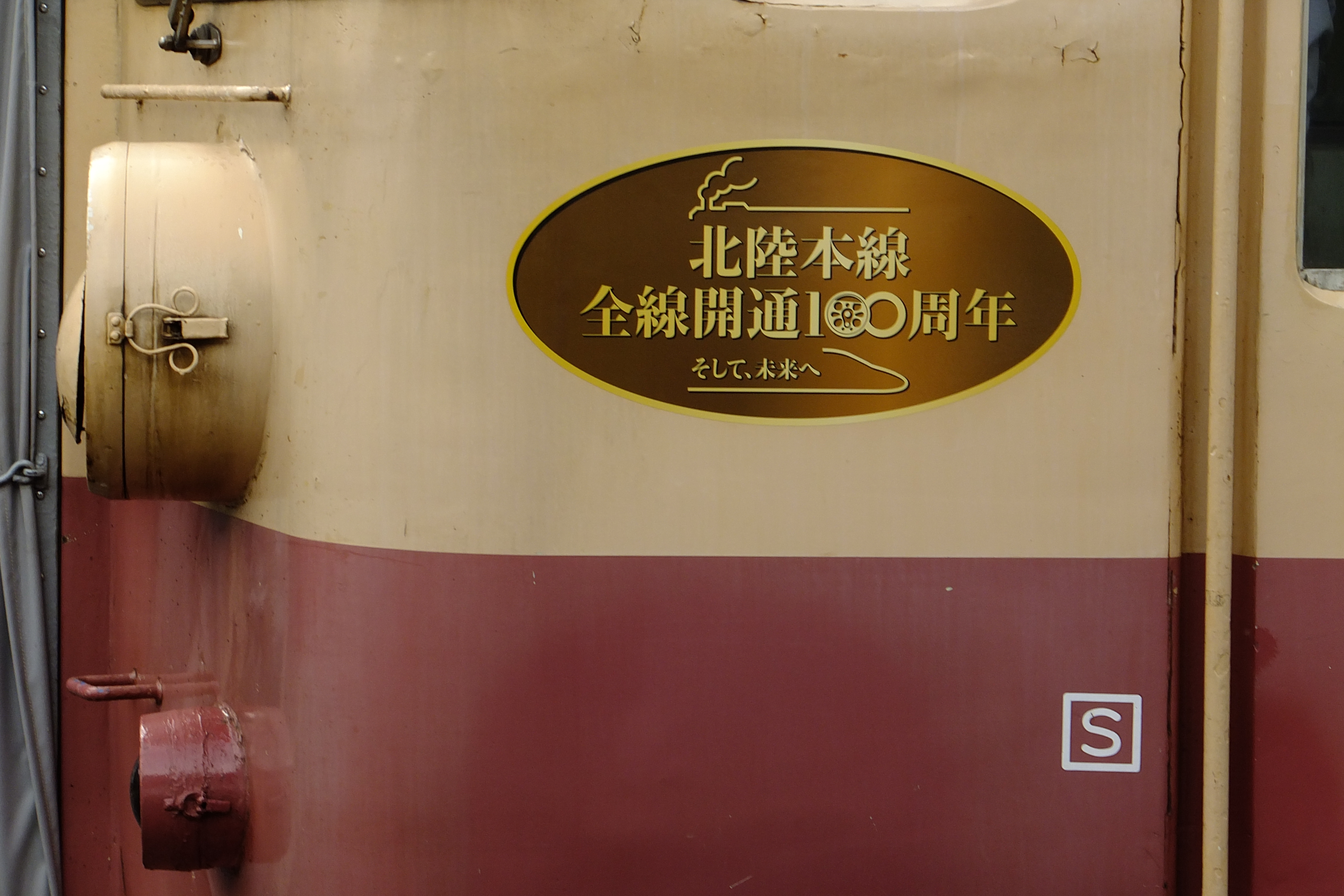
JR西日本為紀念北陸本線全通100周年記念所設計的標誌（車廂為クハ455-60），攝於直江津站（2013年6月24日）

- 1910年4月16日：日本國鐵北陸線魚津站～泊站開業。
- 1911年7月1日：信越線直江津站～名立站開業，鄉津站（日语：郷津駅）、谷濱站、名立站開業。
- 1912年：

- 10月15日：泊站～青海站延伸開業，市振站、親不知站、青海站開業。
- 12月16日：信越線名立站～糸魚川站延伸開業，筒石站、能生站、梶屋敷站、糸魚川站開業。

- 1913年4月1日：青海站～糸魚川站開業，全線開通，並將原屬信越線的糸魚川～直江津一段編入北陸本線。
- 1914年12月14日：筒石站附近發生山泥傾瀉，站舍、月台及部份路基受損及移位，停駛1天。
- 1922年2月3日：親不知～青海站一列列車遇上雪崩脫軌，造成近90人死亡的嚴重事故，稱為「北陸線列車雪崩事故（日语：北陸線列車雪崩直撃事故）」。
- 1929年8月10日：能生～浦本間三處發生山泥傾瀉事故。其中位於濱木浦地區、有列車被山泥沖落而脫軌，停駛10天。
- 1930年4月1日：距離修正，改以公里表示。北陸本線全長改為366.5km。
- 1931年3月21日：一列貨物列車於浦本站附近遇上山泥傾瀉而脫線，1死4傷。
- 1938年1月23日：能生～浦本間的濱木浦地區再次受山泥傾瀉影響。有列車被山泥沖落而脫軌，停駛10天。
- 1945年3月：名立～有間川間一列列車受山泥傾瀉影響而脱線，死傷者5名。
- 1946年：

- 9月1日：名立～谷濱站間增設有間川臨時乘降場。
- 12月12日：筒石駅附近發生山泥傾瀉，路基移位，停駛4天。

- 1947年7月1日：有間川臨時乘降場昇格為車站。
- 1950年1月28日：浦本站開業。
- 1957年：

- 10月1日：泊～市振間開設越中宮崎信號場。
- 11月15日：市振～親不知間開設風波信號場。
- 11月20日：越中宮崎信號場昇格為車站。

- 1961年9月29日：青海～糸魚川間開設姬川信號場。
- 1962年9月28日：能生～筒石間開設百川信號場。
- 1963年：

- 3月16日：能生～筒石間有列車被山泥傾瀉而脫線。
- 10月20日：筒石～名立間開設西名立信號場。

- 1964年9月22日：浦本～能生間開設木浦信號場。
- 1965年：

- 8月31日：青海～姬川信號場間複線化。
- 9月30日：市振～風波信號場、黑岩信號場～青海間複線化；泊～糸魚川間交流電化。

- 1966年：

- 3月24日：風波信號場～親不知間複線化，廢除風波信號場。
- 12月15日：親不知～黑岩信號場複線化。廢除黑岩信號場。

- 1967年1月20日：有間川～谷濱間，因應複線化而興建的長濱隧道發生倒塌事故，5名工人死亡。
- 1968年：

- 9月16日：姬川信號場～糸魚川間複線化，廢除姬川信號場。
- 9月25日：有間川～谷濱間複線化。

- 1969年：

- 6月4日：糸魚川～梶屋敷間複線化。
- 6月19日：梶屋敷～浦本間複線化。
- 9月16日：親不知站附近發生山泥傾瀉。有列車被山泥導致脱軌。
- 9月29日：浦本～有間川間複線化。列車改利用頸城隧道，能生站、筒石站及名立站往內陸遷移，廢除木浦信號場、百川信號場、西名立信號場。
- 10月1日：谷濱～直江津間複線化，改行經新路段，廢除鄉津站。糸魚川～直江津間直流電化，全線複線化及電化完成。縮短營業距離2.8km。

- 青海～糸魚川間縮短0.1km；
- 谷濱～直江津間縮短0.3km；
- 名立～有間川間縮短0.4km；
- 浦本～能生間縮短0.5km；
- 筒石～名立間縮短2.4km；
- 有間川～谷濱間延長0.1km；
- 市振～親不知間延長0.2km；
- 能生～筒石間延長1.1km；
- 由浦本至直江津間總距離共縮短2.4km。

- 1987年4月1日：國鐵分割民營化，北陸本線全線改由西日本旅客鐵道承繼；日本貨物鐵道為第二種鐵道事業者。
- 1995年10月1日：市振～直江津站管理由JR西日本金澤支社，改至糸魚川地域鐵道部直轄[6]。
- 2000年2月8日：近江鹽津～直江津間採用中央控制行車(CTC)[7]。
- 2011年：

- 1月31日：北陸地方受大規模大雪影響，為進行除雪作業工作，長濱～直江津間列車全日運休。是自民營化以來，首次全線運休。
- 4月2日 - 4月7日：受東日本大震災影響，位於福島縣內的車輛部件工場受災，由未能確保有足夠備件使用，線內部份普通列車班次及編成被縮減。

- 2013年12月12日：因應北陸新幹線開業，JR西日本提出在來線並行區間金澤～直江津間廢止要請[11]。
- 2015年3月14日：北陸新幹線開業，市振～直江津間改交由越後心動鐵道經營，路線名稱改稱為「日本海翡翠線」。
- 2019年9月12日：國土交通省北陸信越運輸局批准於糸魚川～梶屋敷間興建新車站，暫稱「押上新站」[12][13]。
- 2020年8月9日：公佈新站名稱為「越後押上翡翠海岸站」（えちご押上ひすい海岸駅），並將於2021年3月時間表改正時啟用[14]。
- 2023年2月：市振站站房及位於線路內的「煉瓦油燈小屋」、與親不知站站房，同獲日本政府授予「建築物登錄有形文化財」[15]。

## 車站列表
為方便起見，一併記載市振側所有旅客列車直通的愛之風富山鐵道線泊站－市振站間。
- 站名：◇、■：貨物處理站（貨物專用站除外。◇沒有定期貨物列車發着，■是線外貨運站）
- 現時所有客運班次皆為普通列車，不計算特別日子運行的「雪月花號」觀光列車
- 軌道：全線複線

| 路線名稱     | 電氣化方式       | 中文站名 | 日文站名 | 英文站名 | 站間 營業 距離 | 市振起計 營業距離 | 米原起計 營業距離                                                  | 接續路線、備註                               | 所在地               | 所在地               |
| ------------ | ---------------- | -------- | -------- | -------- | -------------- | ----------------- | ------------------------------------------------------------------ | -------------------------------------------- | -------------------- | -------------------- |
| ※            | 交流電           | 泊       |          |          | -              | 9.4               | 285.1                                                              | 愛之風富山鐵道：愛之風富山鐵道線（富山方向） | 富山縣下新川郡朝日町 | 富山縣下新川郡朝日町 |
| ※            | 交流電           | 越中宮崎 |          |          | 4.7            | 4.7               | 289.8                                                              |                                              | 富山縣下新川郡朝日町 | 富山縣下新川郡朝日町 |
| ※            | 交流電           | 市振     |          |          | 4.7            | 0.0               | 294.5                                                              |                                              | 新潟縣               | 糸魚川市             |
| 日本海翡翠線 | 交流電           | 市振     |          |          | 4.7            | 0.0               | 294.5                                                              |                                              | 新潟縣               | 糸魚川市             |
| 親不知       | 交流電           |          |          | 8.6      | 8.6            | 303.1             |                                                                    |                                              | 新潟縣               | 糸魚川市             |
| 青海■        | 交流電           |          |          | 5.3      | 13.9           | 308.4             |                                                                    |                                              | 新潟縣               | 糸魚川市             |
| 糸魚川◇      | 交流電           |          |          | 6.6      | 20.5           | 315.0             | 西日本旅客鐵道： 北陸新幹線、大糸線                                |                                              | 新潟縣               | 糸魚川市             |
| 直流電       | 越後押上翡翠海岸 |          |          | 1.6      | 22.1           | 316.6             |                                                                    |                                              | 新潟縣               | 糸魚川市             |
| 直流電       | 梶屋敷           |          |          | 2.7      | 24.8           | 319.3             |                                                                    |                                              | 新潟縣               | 糸魚川市             |
| 直流電       | 浦本             |          |          | 3.5      | 28.3           | 322.8             |                                                                    |                                              | 新潟縣               | 糸魚川市             |
| 直流電       | 能生             |          |          | 5.1      | 33.4           | 327.9             |                                                                    |                                              | 新潟縣               | 糸魚川市             |
| 直流電       | 筒石             |          |          | 7.5      | 40.9           | 335.4             |                                                                    |                                              | 新潟縣               | 糸魚川市             |
| 直流電       | 名立             |          |          | 4.2      | 45.1           | 339.6             |                                                                    | 上越市                                       | 新潟縣               |                      |
| 直流電       | 有間川           |          |          | 4.2      | 49.3           | 343.8             |                                                                    | 上越市                                       | 新潟縣               |                      |
| 直流電       | 谷濱             |          |          | 3.4      | 52.7           | 347.2             |                                                                    | 上越市                                       | 新潟縣               |                      |
| 直流電       | 直江津           |          |          | 6.6      | 59.3           | 353.8             | 越後心動鐵道：妙高躍馬線 東日本旅客鐵道：信越本線 北越急行：北北線 | 上越市                                       | 新潟縣               |                      |

1. ↑  ※：泊站－市振站間為愛之風富山鐵道線
2. ↑  北越急行北北線正式來說以信越本線犀潟站為終點，但除一部分列車以外多數列車直通至直江津站

線內車站中，直營站有糸魚川站及直江津站；委託站有青海站、能生站及筒石站，其餘均為無人站。當中筒石站因車站結構源故，與直營站同為全日站員配置站（但窗口服務時間則非全日）。